# Аллен (Техас)
Аллен (англ. Allen) — это город в округе Коллин, штат Техас, Соединенные Штаты Америки, северный пригород Далласа . По данным переписи населения 2010 года в США, общая численность населения города составляла 84 246 человек. В 2018 году население Аллена оценивается в 103383 человека .  Город расположен примерно в 32,2 км к северу от центра города Даллас и является частью столичной области Даллас-Форт-Уэрт
Среди некоторых заметных событий в Аллене - съемки первых нескольких сезонов популярного и отмеченного наградами детского шоу «Барни и друзья» . В течение нескольких лет шоу  записывалось в студии «Color Dynamics Studios» на Гринвилл- Авеню и Бетани- Драйв в Аллене, после чего оно переехало в студию «Las Colinas» в Ирвинге, а затем в Кaрролтон , еще один пригород Далласа. Сериал  в настоящее время распространяется киностудией «HIT Entertainment и Universal Studios», в то время как он был произведен WNET с 2006 по 2010 год .

## История
В районе Аллена ранее проживали племена  Кэддо, Команчей и другие коренные народы. Первые иммигранты из США и Европы прибыли в начале 1840-х годов . Город был оснащен железной дорогой Хьюстона и Центрального Техаса, и назван в 1872 году в честь Эбенезера Аллена , государственного политика и железнодорожного промоутера    . Железная дорога позволяла продавать урожай по всей стране, прежде чем он успевал испортиться, что вызвало развитие скотоводческого хозяйства .  22 февраля 1878 года банда под предводительством Сэма Басса совершила в Аллене  первое в Техасе ограбление поезда .
С 1908 по 1948 год Аллен был остановкой на междугородней линии «Texas Traction Company» от Денисона до Далласа. Аллен был маленьким городком с несколькими сотнями жителей, когда он получил статус города  в 1953 году. С этого времени он стал резко расти за счет строительства автомобильной трассы 75 США , международного аэропорта Даллас/Форт-Уэрт , а также развития соседних городов Даллас и Плано   .  

## География
Общая площадь города составляет 70 км². Ни одна часть территории не покрыта водой, за исключением небольших прудов, разбросанных по всему городу.

### Климат
Аллен имеет влажный субтропический климат (в классификации климата Кеппена), с долгим жарким летом и прохладной зимой.
В 2008 году торнадо F-1 образовался в Аллене, повредив около 50 домов . В 2019 году торнадо F-0 вновь обрушился на  западную часть города .

## Демография
По данным переписи 2010 года, население города составляло 84 246 человек. 
Расовый состав города был следующий: 
- 69,5% белые (61,1% не испаноязычные белые )
- 9,0% афроамериканцы
- 0,4% коренные американцы
- 16,2% азиаты
- 0,1% тихоокеанские островитяне
- 3,5% другие национальности [13].

В городе насчитывалось 14 205 домашних хозяйств,  из которых 55,5% имели детей в возрасте до 18 лет, проживающих вместе с ними, 74,6 % составляли совместно проживающие супружеские пары, 7,4% — женщины-домохозяйки, не имеющие мужа, и 15,2% не имели семей.  В 2019 году 96% взрослых, живущих в Аллене, имели  высшее образование, а 55% —  степень бакалавра    .
Возрастной состав населения города: до 18 лет — 34,9% , с 18 до 24 лет — 5,4%, с 25 до 44 лет — 40,7%, с 45 до 64 — 16,2% и в возрасте 65 лет и старше —  2,8%. Средний возраст жителей Аллена составил 31 год. На каждые 100 женщин приходится 99,7 мужчин. На каждые 100 женщин старше 18 лет было 97,3 мужчин.
По состоянию на 2019  население в городе Аллен составляет 103 765 человек. Средний доход домохозяйства равен 107 602 долларам. В городе Аллен насчитывалось 27 791 семейных пар. Средний возраст населения составил 35,8 года. Средняя стоимость дома составила  251 405 долларов. В настоящее время для участия в голосовании зарегистрировано 59 620 человек .

## Экономика
В 1992 году граждане города одобрили создание Корпорации экономического развития Аллена, которая финансируется за счет налога с продаж в размере 0,5%  . Аллен выступает в качестве штаб-квартиры для следующих компаний: « Мonkeysports»,  «PFSweb»   , Technologies, Inc»   , «PINSTACK», «Boss Fight Entertainment» », «Brass Roots Technologies» , «Cytracom» ,  и кредитного союза Техаса .
В городе также есть конференц-центр площадью 79 000 квадратных футов (Watters Creek Convention Center), который принадлежит и управляется компанией  «Marriott Hotels & Resorts» . 
Кроме того, в Аллене  есть «Allen Event Center» - это  6 275-местная многофункциональная арена , которая принадлежит и управляется городом. В городе также есть три крупных торговых центра : «Allen Premium Outlets», «Watters Creek» и «The Village at Allen». Эти торговые комплексы ежедневно привлекают большое количество посетителей в Аллен, штат Техас.
Аллен также может похвастаться множеством роскошных отелей, часто используемых посетителями и деловыми людьми: «Hyatt Place Dallas / Allen», «Hilton Garden Inn Dallas-Allen», «Courtyard by Marriott Dallas Allen at Allen Event Center» и «Delta Hotels by Marriott Dallas Allen»   .

## Парки и зоны отдыха
У Аллена есть два крупных центра отдыха: «Джо Фармер» и «Нататорий Дона Роденбо». В последнем существует большой крытый аквапарк с многочисленными плавательными дорожками, скалодром и фитнес-центром. В городе также существует ледовый каток – «Allen  Community Ice Rink», городской бассейн – «Ford Pool»,  поле для гольфа -  «The Courses at Watters Creekи». Наиболее примечательно, что у Аллена есть   открытый скейт-парк площадью 37 915 квадратных футов, что делает его одним из крупнейших скейт-парков в Техасе  .
В Аллене существует 60 природных и антропогенных парков – общей площадью более 1188 акров . Наиболее известные парки: « Аллен Стейшн», «Бетани Лейкс парк», «Селебрейшн парк», «Глендовер парк», «Спирит парк», «Стейси Ридж», «Твин Крикс парк», «Уотерфорд парк» и «Уиндридж парк»  .
Каждый год в последнюю субботу июня в Аллене проходит празднование «Дня Независимости США», которое обычно приходится на субботу, предшествующую дню независимости (Соединенные Штаты). Празднование удивляет  большим ассортиментом киосков еды, спортивными тренировками, музыкальными концертами, автомобильными шоу и большим фейерверком. Праздник считается одним из крупнейших в Техасе  .  В предыдущие годы здесь выступали Pentatonix, Джерри Джефф Уолкер, Vince Vance & The Valiants,  Survivor , 38 Special , Three Dog Night, Commodores,  музыкант Майкл Макдональд  и Лу Грэм . Теперь это мероприятие ежегодно собирает около 100 000 человек и считается крупнейшим событием в Аллене .

## Спорт
В октябре 2004 года город город приобрел гольф-клуб «Chase Oaks» в городе Плейно, штат Техас, примыкающий к южной городской черте  Аллена. «Chase Oaks», впоследствии  переименованный  в «Watters Creek», является общественным полем для гольфа, жители имеют право на скидки .
В ноябре 2009 года было завершено строительство многофункциональной арены «Allen Event Center» на 7500 мест . Здесь занимаются « ECHL 'S Allen Americans» и «The Dallas Sidekicks» из главной футбольной Лиги Aрена  .

## Правительство
Согласно последнему всеобъемлющему годовому финансовому отчету города, различные фонды города имели доходы в размере - 160,9 млн. долларов, расходы - 105,6 млн .долларов, общих активов - 654,8 млн. долларов, общих обязательств - 125,6 млн. долларов и 42,5 млн. долларов денежных средств и инвестиций  .
Город Аллен является добровольным членом Ассоциации Совета правительств Северного Центрального Техаса, цель которой заключается в координации индивидуальных и коллективных местных органов власти и содействии региональным решениям,  устранении ненужного дублирования и обеспечении возможности принятия совместных решений.
Городской совет Аллена состоит из Мэра и шести членов совета, которые избираются на трехлетний срок . В обязанности совета входит планирование и утверждение бюджета, разработка политики, принятие постановлений, принятие муниципального законодательства, регулирование зонирования и назначение членов совета и комиссии. Профессионально подготовленный сити-менеджер управляет ежедневными операциями .
Назначения в Советы Директоров, комиссии и комитеты Сити-оф-Аллен, как правило, делятся на два года, в шахматном порядке, хотя некоторые из них являются трехлетними назначениями  .
Нынешний сенатор штата Техас от Сената, округ 8 - это Анджела Пакстон. Джефф Лич (политик) является представителем штата в округе 67, а Кэнди Нобл - представителем штата в округе 89. Жители Аллена представлены в Конгрессе Соединенных Штатов сенаторами Тедом Крузом и Джоном Корнином, а также представителем Ваном Тейлором  .

## Образование

### Колледжи
В Аллене существует кампус «Collin College», который расположен внутри «Allen High School» и в основном обслуживает студентов средней школы с двойным кредитом. Ожидается, что в 2020 году завершится строительство отдельного технического кампуса «Collin College, расположенного в Уэст-Аллене. Объект площадью 340 000 квадратных футов будет обслуживать более 7 000 студентов при полной занятости и будет посвящен обучению рабочей силы. 

### Государственные школы
Независимый школьный округ Аллена имеет 18 начальных школ, 3 средние школы, 1 центр первокурсников ( «Lowery Freshman Center»), 1 центр альтернативного образования и 1 среднюю школу ( «Allen High School»). 
Стадион «Eagle» , стоимостью 60 млн.долларов, открылся 31 августа 2012 года и вмещает 18 тысяч человек .
Средняя школа Аллена предлагает дополнительные учебные предметы через AP и IB курсы. Зачисление на курс AP составляет 53%  .

### Публичные библиотеки
Город Аллен обладает одной единственной библиотекой, расположенной в центре города. По состоянию на 2019 год библиотека располагает более чем 147 772 книгами.

## Транспорт
Аллен находится непосредственно на нескольких основных автомагистралях и автострадах. Город разделен пополам  шоссе 75 и граничит на Западе с шоссе штата Техас 121. Некоторые из основных дорог в Аллене: Стейси-Роуд, биржа-Паркуэй, Макдермотт-драйв, Мейн-Стрит, Альма-драйв, Гринвилл-Авеню, Риджвью-драйв, Аллен-Хайтс-драйв, Энджел-Паркуэй и Бетани-драйв. В настоящее время, с большим увеличением его населения и продолжающимся развитием розничной торговли и бизнеса, трафик стал перегруженным.
Аллен находится примерно в 30 милях к северо-востоку от Международного аэропорта Даллас / Форт-Уэрт, который является основным аэропортом, обслуживающим жителей и гостей Аллена, а также находится примерно в 30 милях к северо-востоку от аэропорта Даллас Лав Филд .

## Награды
В 2017 году по версии «CNN Money»  Аллен  получил второе место в  ежегодном списке "лучших мест для жизни в Соединенных Штатах» и "лучшее место для начала карьеры"   .  В 2017 году «Areavibes» назвал Аллена "лучшим местом для жизни" после анализа более 30 000 различных городов 

## Известные люди
- Аманда Данбар- художница, участница женского Зала славы Техаса [42]
- Джули Маккалоу - модель и актриса  [43]
- Дмитрий Власюк - известный пианист[44]
- Бо Никал- бывший борец штата Пенсильвания, трехкратный чемпион по борьбе Big Ten NCAA  [45]
- Седрик Огбуехи- действующий игрок НФЛ  [46]
- Скотт Сэнфорд- член Палаты представителей штата Техас; исполнительный пастор баптистской церкви «Cottonwood Creek» в Аллене  [47]
- Коди Семлер- бывший игрок "Тампа-Бэй Рэйс" [48] [49]
- Стивен Террелл, нынешний игрок НФЛ [50]